# Elisabetta Cametti
Elisabetta Cametti (Gattinara, 19 novembre 1970) è una scrittrice italiana.

## Biografia
Nata nel 1970 a Gattinara, dopo la laurea in Economia e Commercio all'Università Bocconi di Milano ha iniziato a lavorare nell'editoria, prima come direttore generale della divisione collezionabili della casa editrice De Agostini e successivamente nel gruppo Eaglemoss a Londra.
Nel 2013 ha pubblicato il suo primo romanzo, K-I guardiani della storia, un thriller che ha per protagonista Katherine Sinclaire, manager dell'editoria alla prese con un intrigo archeologico che rimanda a un cerimoniale etrusco.
Il personaggio di Katherine Sinclaire torna anche in K-Nel mare del tempo, uscito nel 2014 e ambientato tra il Medioevo e l'epoca contemporanea, e in K-Dove il destino non muore, pubblicato nel 2018 per rispondere alla domanda su cui gli studiosi dibattono da sempre: perché Napoleone Bonaparte ha intrapreso la campagna d'Egitto, sapendo che ne sarebbe uscito sconfitto?.
K-Dove il destino non muore ha vinto la 67ª edizione del Premio Selezione Bancarella (2019).
Nel 2015, in simultanea con l'uscita negli Stati Uniti della versione inglese di K-I guardiani della storia (The Guardians of History), pubblica Il regista, con cui inaugura la saga 29 e crea un nuovo personaggio, Veronika Evans, fotoreporter di New York coinvolta nella caccia a un serial killer di ospiti televisivi. Veronika Evans è al centro anche di Caino (2016), secondo capitolo della serie 29.
Nel 2021 ha pubblicato Muori per me, il suo primo thriller psicologico. La protagonista è una fashion blogger che riesce a trasformare i social network in un'arma.
Nel 2023, con Una brava madre dà voce alla sua esperienza nel true crime. Un thriller psicologico che approfondisce i lati più oscuri della mente criminale e affronta i temi della violenza sulle donne e dei bambini scomparsi.
Nel 2024 ha pubblicato I dettagli del male, la sua prima opera di genere true crime. Suddiviso in quattro sezioni, il libro esamina quattro recenti episodi di cronaca familiare avvenuti in Italia.
Partecipa in veste di opinionista su casi di cronaca nera e attualità a programmi televisivi su Rai 1 e sulle reti Mediaset.

## Opere
Romanzi della serie “K”
- I guardiani della storia, Firenze, Giunti Editore, 2013, ISBN 978-88-097-9578-5.
- Nel mare del tempo, Firenze, Giunti Editore, 2014, ISBN 978-88-097-9579-2.
- Dove il destino non muore, Milano, Cairo Editore, 2018, ISBN 978-88-605-2941-1.

Romanzi della serie “29”
- Il regista, Milano, Cairo editore, 2015, ISBN 978-88-605-2657-1.
- Caino, Milano, Cairo Editore, 2016, ISBN 978-88-605-2754-7.

Altri Romanzi
- Muori per me, Segrate, Edizioni Piemme, 2021, ISBN 978-88-566-7934-2.
- Una brava madre, Segrate, Edizioni Piemme, 2023, ISBN 978-88-566-8752-1.
- I dettagli del male, Segrate, Edizioni Piemme, 2024, ISBN 978-88-566-9785-8.

## Premi e riconoscimenti
- Premio Selezione Bancarella (2019) per K-Dove il destino non muore.